# Городской общественный банк (Ростов-на-Дону)
Ростовский-на-Дону городской общественный банк — финансово-кредитное учреждение в городе Ростов-на-Дону, Российская империя.

## История
В середине XIX века город Ростов-на-Дону не имел кредитных учреждений. Нуждавшиеся в деньгах для деловых операций ростовчане занимали их у частных лиц под высокие проценты под залог недвижимого имущества, попадая в сети ростовщиков. Займы у частных лиц под громадные проценты и всеобщее безденежье тормозили развитие города. Развитие промыслового, промышленного производства и торговли требовало создания эффективной кредитной системы.
Городские головы Ростова-на-Дону: Фёдор Нефёдович Михайлов, Роман Андреевич Максимов, Александр Васильевич Садомцев поддерживали инициативу купеческого сообщества и неоднократно ходатайствовали в правительственных инстанциях о разрешении выдачи ссуд под залог каменных домов из приказа общественного призрения. Исходя из складывающейся ситуации и с учётом опыта других городов, а также на основе Грамоты на права и выгоды городам Российской империи от 21 апреля 1785 года, голова Ростова-на-Дону Андрей Романович Ященко в 1845 году ходатайствовал об учреждении общественного банка с капиталом 25 000 рублей серебром для первоначальных операций.
Министерство внутренних дел и Екатеринославское губернское правление 23 августа 1845 года поддержали эту инициативу. Общее городское собрание граждан Ростова-на-Дону выразило признательность государственным органам и постановило также выделить 34 000 рублей серебром. Был разработан проект устава общественного банка, который в 1846 году был послан в Петербург на рассмотрение и утверждение. В 1847 году проект был доработан в соответствии с замечаниями министров внутренних дел и финансов, а также других правительственных органов Российской империи. Однако идея создания городского общественного банка не была реализована, так как Городская дума решила расходовать более 100 227 рублей на более насущные для города задачи — строительство здания полиции и городских ярмарочных зданий: «…в учреждении в настоящее время общественного банка, сколь это ни желательно, по ограниченности капиталов и текущих средств города, даже при общей нужде и желании торговцев встречается затруднение. Сократить расходы».
Ситуация резко изменилась на рубеже 1850—1860 годов, когда Ростов-на-Дону стал интенсивно развиваться за счёт развития промышленности и торговли. В 1860 году обороты внутренней торговли превысили 20 миллионов рублей. Резко возросла потребность в кредитах, но город по-прежнему не имел ни государственных, ни муниципальных кредитных учреждений. Ростовское купеческое общество и городская дума обратились в правление Государственного банка Российской империи с ходатайством о предоставлении им ссуд под залог товаров из открытой в начале 1862 года в Ростове-на-Дону конторы Государственного банка, но получили отказ. В ответ на новое ходатайство Министерство внутренних дел, Новороссийское и Бессарабское генерал-губернаторство, а также Екатеринославское губернское правление в апреле 1862 года рекомендовали Ростовской-на-Дону городской думе в качестве одного из способов приращения свободных городских капиталов учредить общественный банк при условии наличия достаточных свободных капиталов. В городе имелось на тот момент 200 000 рублей серебром резервного капитала.
Ростовский на Дону городской общественный банк был учреждён 21 февраля 1863 года; открыл свои действия он 15 сентября этого же года с основным капиталом в 150 000 рублей, выделенных из запасного капитала города.

## Деятельность

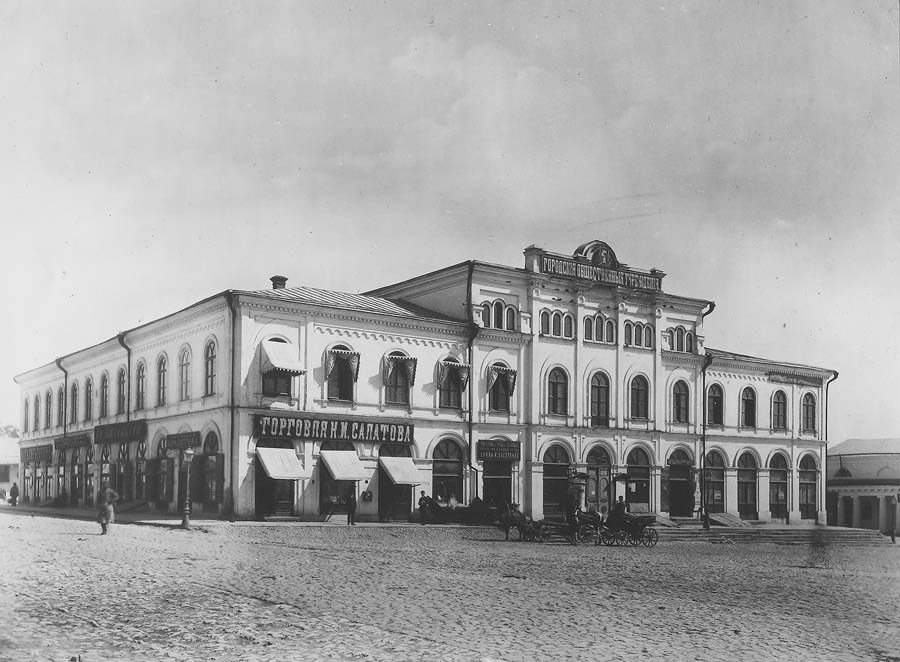
Дом Максимова до революции

Первым директором банка стал Константин Фёдорович Михайлов; его заместителями директора избрали влиятельных промышленников и авторитетных гласных Городской думы — Петра Романовича Максимова и Афанасия Филипповича Башмакова. Службы банка разместились в двухэтажном доме Максимовых по Почтовой улице (ныне улица Станиславского) на углу Николаевского переулка (сейчас переулок Семашко). В 1899 году банк переехал в четырёхэтажное здание на Большой Садовой, где в настоящее время располагаются Городская ума и Администрация Ростова-на-Дону.
Первоначально банк принимал срочные вклады и выдавал ссуды под залог недвижимого имущества, а также под залог товаров, драгоценных и других вещей, не подлежащих порче. В 1867 году открылся учёт векселей, в 1872 году появились текущие счета, обеспеченные процентными бумагами, и кредит мещанам. Были открыты текущие счета в Ростовской конторе Государственного банка Российской империи и в Азовско-Донском коммерческом банке.
Ростовский-на-Дону городской общественный банк дал сильный толчок развитию в Ростове-на-Дону промышленного и торгового купечества и мещанства. Банк способствовал возникновению 15 мая 1867 года Ростовского общества взаимного кредита, расширению кредитной сферы, образованию системы кредитных учреждений. Банк выдавал кредиты лицам, которые не могли пользоваться услугами частных коммерческих банков. О масштабах и значении кредитной деятельности общественного банка даёт представление отчёт за 1863−1884 годы.
На рубеже XIX—XX веков банк находился в расцвете, в отличие от подобных банков, рухнувших во многих городах России. Ростовский-на-Дону городской общественный банк работал в годы Первой мировой войны, Октябрьской революции, немецкой оккупации города в 1918 году и режима Вооружённых сил Юга России в 1918—1920 годах. Но годы Гражданской войны не прошли бесследно и для него. В 1919 году уменьшилась прибыль банка, многие вкладчики перевели деньги на счета зарубежных банков и покинули Ростов. Городской общественный банк хирел, сворачивая свою операционную деятельность. Заседания правления банка в марте и апреле 1920 года оказались последними — они отразили окончание деятельности банка и начавшийся сложный процесс его ликвидации.
В соответствии с законом РСФСР все общественные банки национализировали. В Ростове-на-Дону работали областная и городская ликвидационные комиссии, созданные Донским исполкомом из представителей администраций бывших банков, государственных и общественных организаций. Ликвидационная комиссия Ростовского-на-Дону городского общественного была создана 5 апреля 1920 года. Основной и запасной капиталы банка перешли в актив Донского областного народного банка. Заложенные в городском общественном банке драгоценные вещи по распоряжению Донисполкома от 7 мая 1920 года были переданы 14 мая в кассу облфинотдела и обращены в доход государства.
Ростовский-на-Дону городской общественный банк почти шесть десятилетий функционировал в составе Городской думы как структурное подразделение. Являясь образованием муниципального характера, банк продемонстрировал стабильную жизнеустойчивость в работе на благо ростовских предпринимателей. Его доходы ежегодно включались в городские сметы и расходовались на развитие хозяйства, культуры и благоустройство города Ростов-на-Дону.

### Руководители
Директорами городского общественного банка Ростова-на-Дону были (по алфавиту):
- Бойченко, Александр Никитич
- Кирьянов, Михаил Иванович
- Красножён, Сергей Георгиевич
- Михайлов, Константин Фёдорович
- Мыльцин, Фёдор Иванович
- Пилипенко, Павел Семёнович